# Бастин, Клифф
Кли́ффорд Си́дни Ба́стин (англ. Clifford Sydney Bastin; 14 марта 1912, Эксетер, Англия — 4 декабря 1991, Эксетер) — английский футболист, один из лучших бомбардиров в истории лондонского «Арсенала». Включён в список «100 легендарных футболистов», составленный Футбольной лигой Англии в 1998 году.

## Начало карьеры
Бастин родился в местечке Хэвентри, одном из районов Эксетера, где в местном клубе «Эксетер Сити» и началась его футбольная карьера. Впервые он вышел на поле в возрасте 16 лет, сыграв в матче Третьего южного дивизиона футбольной лиги. В тот день Клифф не смог отличиться: его команда сыграла вничью с «Ковентри Сити», однако за последующие 17 матчей нападающий забил 6 мячей. Всего за сезон 1927/28 Бастин выходил на поле в 3 матчах, в которых забил 3 мяча, столько же раз он отличился за «Эксетер Сити» и в следующем — 1928/29, появившись на поле в 14 встречах. В мае 1929 года в Эксетер на игру местной команды с «Уотфордом» приехал знаменитый тренер лондонского «Арсенала» Герберт Чепмен, чтобы просмотреть, по одной версии — лучшего бомбардира «Эксетер Сити» Томми Барнета, по другой — футболиста «Уотфорда». Однако в итоге контракт с «Арсеналом» подписал именно Бастин, несмотря на свой юный возраст (17 лет).

## «Арсенал»
Клифф Бастин дебютировал в «Арсенале» 5 октября 1929 года в матче с «Эвертоном», завершившегося вничью 1:1. Свой первый мяч за «Арсенал» Бастин забил только через 3 месяца — 4 января 1930 года в матче с «Шеффилд Уэнсдей», который, несмотря на это, канониры проиграли со счетом 2:3. Всего за годы своих выступлений за «Арсенал» он забил 178 голов в 395 играх, что является третьим результатом в истории «Арсенала». Первый же сезон в «Арсенале» для Бастина закончился победой: был завоеван Кубок Англии 1929/30. До сезона 1939/40, который был сорван из-за Второй мировой войны, Клифф играл за «Арсенал» не менее 36 матчей за сезон. В команде Бастина прозвали мальчик Бастин (Boy Bastin) за юный возраст, несмотря на то, что Клифф был не по годам хладнокровен: именно Бастин являлся штатным пенальтистом «Арсенала».
Большая результативность Бастина была не случайна: у него были прекрасные партнеры — вначале (до 1935) Алекс Джеймс (играл на позиции центрального нападающего) и Джо Халм (правый форвард), затем - Тед Дрейк и Джек Ламберт. В итоге в следующем сезоне — 1930/31 Клифф стал третьим в гонке бомбардиров с 28 голами, а «Арсенал» в первый раз стал чемпионом Англии.
Вместе с Бастином «Арсенал» выиграл чемпионаты Англии 1932/33, 1933/34, 1934/35 и 1937/38. Также командой был завоеван Кубок Англии 1935/36.

## Сборная
В ноябре 1931 года Бастин был вызван в национальную команду на матч со сборной Уэльса на стадионе «Энфилд Роад». Это означало, что он стал самым молодым игроком Англии, кому удалось стать чемпионом Англии, выиграть Кубок Англии и вдобавок играть в сборной. В тот день (18 ноября 1931 года) ему было 19 лет и 249 дней. Также он является главным бомбардиром из «Арсенала» в истории сборной Англии — за 21 матч Клифф Бастин забил 12 мячей. Был участником скандального матча Германия — Англия, перед началом которого игроки английской сборной были вынуждены отдать нацистский салют во время исполнения гимна Германии. Матч закончился  с разгромным счётом 6:3 в пользу англичан, Клифф Бастин забил один гол.

## Достижения

### Клубные (все — с «Арсеналом»)
- Первый дивизион Футбольной лиги
  - Чемпион (5): 1930/31, 1932/33, 1933/34, 1934/35, 1937/38
  - Вице-чемпион (1): 1931/32
- Кубок Англии
  - Обладатель (2): 1930, 1936
  - Финалист (1): 1932
- Суперкубок Англии
  - Обладатель (5): 1930, 1931, 1933, 1934, 1938
  - Финалист (2): 1935, 1936

### Личные
- Лучший бомбардир «Арсенала» в чемпионате Англии сезонов 1932/33 и 1933/34[10]
- Самый молодой игрок сборной Англии, кому удалось стать чемпионом Англии и выиграть Кубок Англии
- Самый молодой бомбардир «Арсенала» в истории Кубка Англии[11]
- Входит в список «100 легенд Футбольной лиги»
- Включен в Зал славы английского футбола в 2009 году

## Статистика выступлений
| Клуб             | Сезон            | Лига | Лига | Кубок Англии | Кубок Англии | Суперкубок Англии | Суперкубок Англии | Итого | Итого | Товарищеские матчи | Товарищеские матчи | Всего | Всего |
| Клуб             | Сезон            | Игры | Голы | Игры         | Голы         | Игры              | Голы              | Игры  | Голы  | Игры               | Голы               | Игры  | Голы  |
| ---------------- | ---------------- | ---- | ---- | ------------ | ------------ | ----------------- | ----------------- | ----- | ----- | ------------------ | ------------------ | ----- | ----- |
| Эксетер Сити     | 1927/28          | 3    | 3    | 0            | 0            | 0                 | 0                 | 3     | 3     | 0                  | 0                  | 3     | 3     |
| Эксетер Сити     | 1928/29          | 14   | 3    | 0            | 0            | 0                 | 0                 | 14    | 3     | 0                  | 0                  | 14    | 3     |
| Эксетер Сити     | Итого            | 17   | 6    | 0            | 0            | 0                 | 0                 | 17    | 6     | 0                  | 0                  | 17    | 6     |
| Арсенал          | 1929/30          | 21   | 7    | 8            | 4            | 0                 | 0                 | 29    | 11    | 2                  | 5                  | 31    | 16    |
| Арсенал          | 1930/31          | 42   | 28   | 3            | 1            | 1                 | 0                 | 46    | 29    | 7                  | 3                  | 53    | 32    |
| Арсенал          | 1931/32          | 40   | 15   | 6            | 6            | 1                 | 1                 | 47    | 22    | 3                  | 0                  | 50    | 22    |
| Арсенал          | 1932/33          | 42   | 33   | 1            | 0            | 0                 | 0                 | 43    | 33    | 5                  | 5                  | 48    | 38    |
| Арсенал          | 1933/34          | 38   | 13   | 4            | 2            | 0                 | 0                 | 42    | 15    | 4                  | 2                  | 46    | 17    |
| Арсенал          | 1934/35          | 36   | 20   | 4            | 1            | 1                 | 1                 | 41    | 22    | 3                  | 2                  | 44    | 24    |
| Арсенал          | 1935/36          | 31   | 11   | 7            | 6            | 1                 | 0                 | 39    | 17    | 1                  | 0                  | 40    | 17    |
| Арсенал          | 1936/37          | 33   | 5    | 4            | 3            | 0                 | 0                 | 37    | 8     | 2                  | 0                  | 39    | 8     |
| Арсенал          | 1937/38          | 38   | 15   | 3            | 2            | 0                 | 0                 | 41    | 17    | 0                  | 0                  | 41    | 17    |
| Арсенал          | 1938/39          | 23   | 3    | 1            | 1            | 0                 | 0                 | 24    | 4     | 2                  | 0                  | 26    | 4     |
| Арсенал          | 1939/40          | -    | -    | -            | -            | -                 | -                 | 0     | 0     | 32                 | 7                  | 32    | 7     |
| Арсенал          | 1940/41          | -    | -    | -            | -            | -                 | -                 | 0     | 0     | 39                 | 12                 | 39    | 12    |
| Арсенал          | 1941/42          | -    | -    | -            | -            | -                 | -                 | 0     | 0     | 38                 | 12                 | 38    | 12    |
| Арсенал          | 1942/43          | -    | -    | -            | -            | -                 | -                 | 0     | 0     | 32                 | 11                 | 32    | 11    |
| Арсенал          | 1943/44          | -    | -    | -            | -            | -                 | -                 | 0     | 0     | 29                 | 12                 | 29    | 12    |
| Арсенал          | 1944/45          | -    | -    | -            | -            | -                 | -                 | 0     | 0     | 34                 | 8                  | 34    | 8     |
| Арсенал          | 1945/46          | -    | -    | 1            | 0            | -                 | -                 | 1     | 0     | 29                 | 5                  | 30    | 5     |
| Арсенал          | 1946/47          | 6    | 0    | 0            | 0            | 0                 | 0                 | 6     | 0     | 0                  | 0                  | 6     | 0     |
| Арсенал          | Итого            | 350  | 150  | 42           | 26           | 4                 | 2                 | 396   | 178   | 262                | 84                 | 658   | 262   |
| Всего за карьеру | Всего за карьеру | 367  | 156  | 42           | 26           | 4                 | 2                 | 413   | 184   | 262                | 84                 | 675   | 268   |